# Déclaration de revenus
 (février 2011).
Pour les articles homonymes, voir Déclaration.

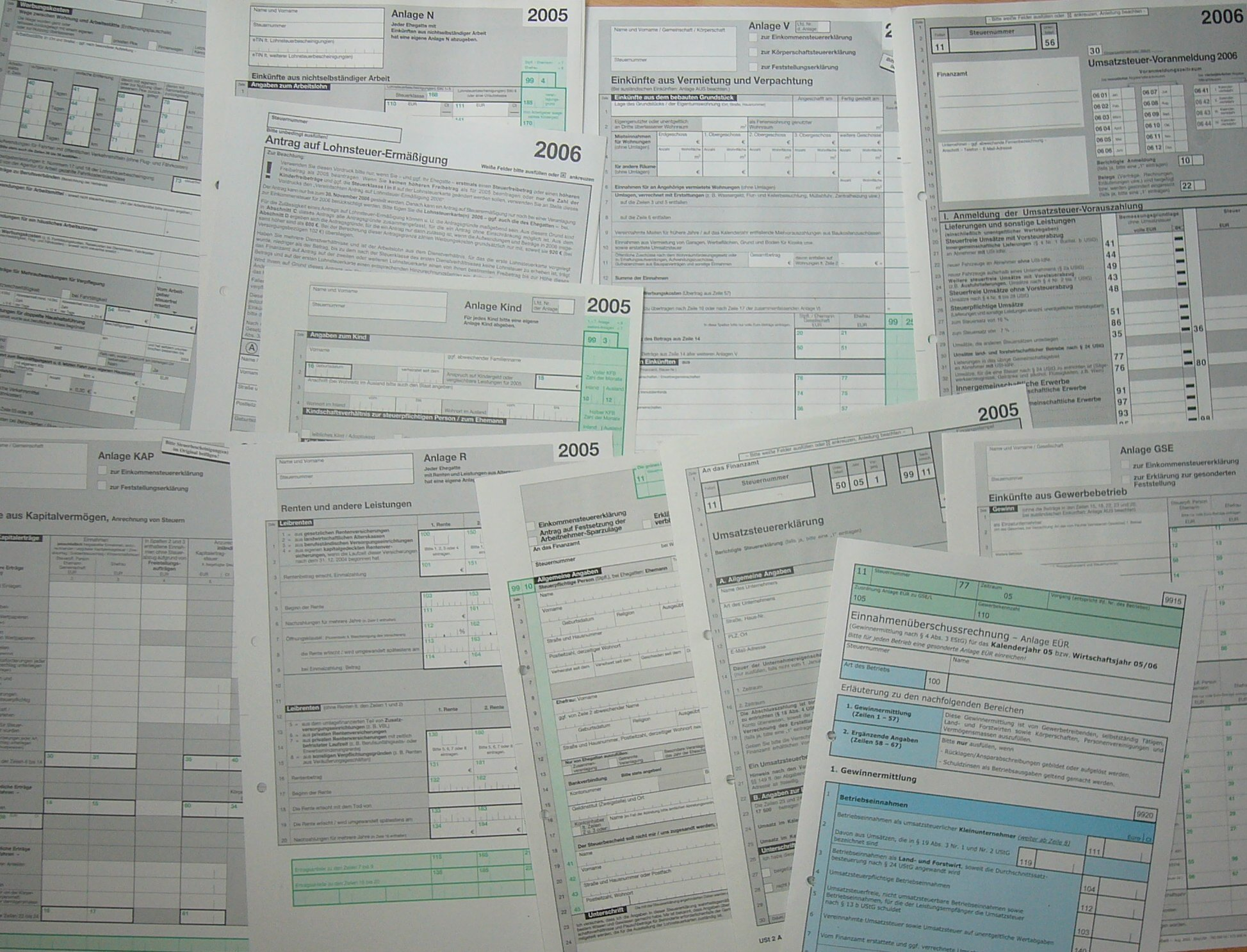
Déclarations de revenus de différents pays

La déclaration de revenus, improprement appelée déclaration d'impôt, est un document rempli par le contribuable et permettant à l'administration fiscale de calculer l’assiette de l’impôt.
Dans certains pays, la télédéclaration de revenus permet de remplir la déclaration de revenus par Internet.

## En France
La télédéclaration de revenus a séduit 9,7 million de foyers fiscaux en 2009 et s'effectue via le site internet du ministère des finances, qui doit à terme être connecté avec un site central permettant d'effectuer par Internet l'ensemble de ses démarches administratives, Mon.service-public.fr.

## Aux États-Unis
Les contribuables américains (ainsi d'ailleurs que les organisations exemptées d'impôt) doivent remplir les documents de déclaration de revenu de l'IRS (en).